# Renée de Brimont
Pour les articles homonymes, voir Brimont (homonymie).
Renée de Brimont, née Renée Bonnin de La Bonninière de Beaumont le 28 août 1880 à Saint-Cloud et morte le 27 avril 1943 à Paris, est une écrivaine française.

## Biographie
Renée Bonnin de La Bonninière de Beaumont est la fille de l'amiral Jean-Olivier Bonnin de La Bonninière de Beaumont et de Marguerite de Montherot. Elle épouse Antoine Ruinart de Brimont, petit-fils de Charles Cousin-Montauban.
Spécialiste de littérature française du XIXe siècle et poétesse elle-même, elle collabore à la Revue des Deux Mondes et préside la société des femmes Les Cent une.
Jeanne Herscher-Clément a mis certains de ses textes en musique (Le bestiaire du paradis).

## Œuvres
- Graziella, valse pour piano (op. 1), 1896
- L’Essor, poésies, 1908
- Tablettes de cire, 1913
- Mirages, 1919
- Falbalas et Fanfreluches. Almanach des modes présentés, passées et futures pour 1922
- La Muse folle de Lamartine…, 1922
- L’Arche, 1927
- Le Mariage de M. de Pasqually, 1930
- « Irina : nouvelle inédite », Les Œuvres libres, n° 124, 1931
- Les Oiseaux, 1932
- Belle Rose, 1933
- Ariane, 1936
- Chansons en ribambelle, dix poésies mises en musique par A. Ravizé, 1936
- Les Fileuses, 1937
- Le Voyage en Grèce, pièce en 1 acte, 1937 (manuscrit)
- Amour et Psyché, comédie en 3 actes et un prologue, 1940 (manuscrit)
- La Nuit vénitienne, argument en 3 actes d'après Alfred de Musset, ballet crée en 1939 à l'Opéra de Paris, chorégraphie de Lycette Darsonval, musique de Maurice Thiriet

Traductions
- La Fugitive de Rabindranath Tagore, 1922

Éditeur scientifique
- Autour de "Graziella" : textes lamartiniens inédits, 1931
- L’Album de Saint-Point ou Lamartine fantaisiste : lettres inédites en vers de Lamartine, 1923

Divers
- « Poésies » dans la Revue des Deux Mondes
  - La petite morte
  - Rien ne sert…